# Lili Reinhart

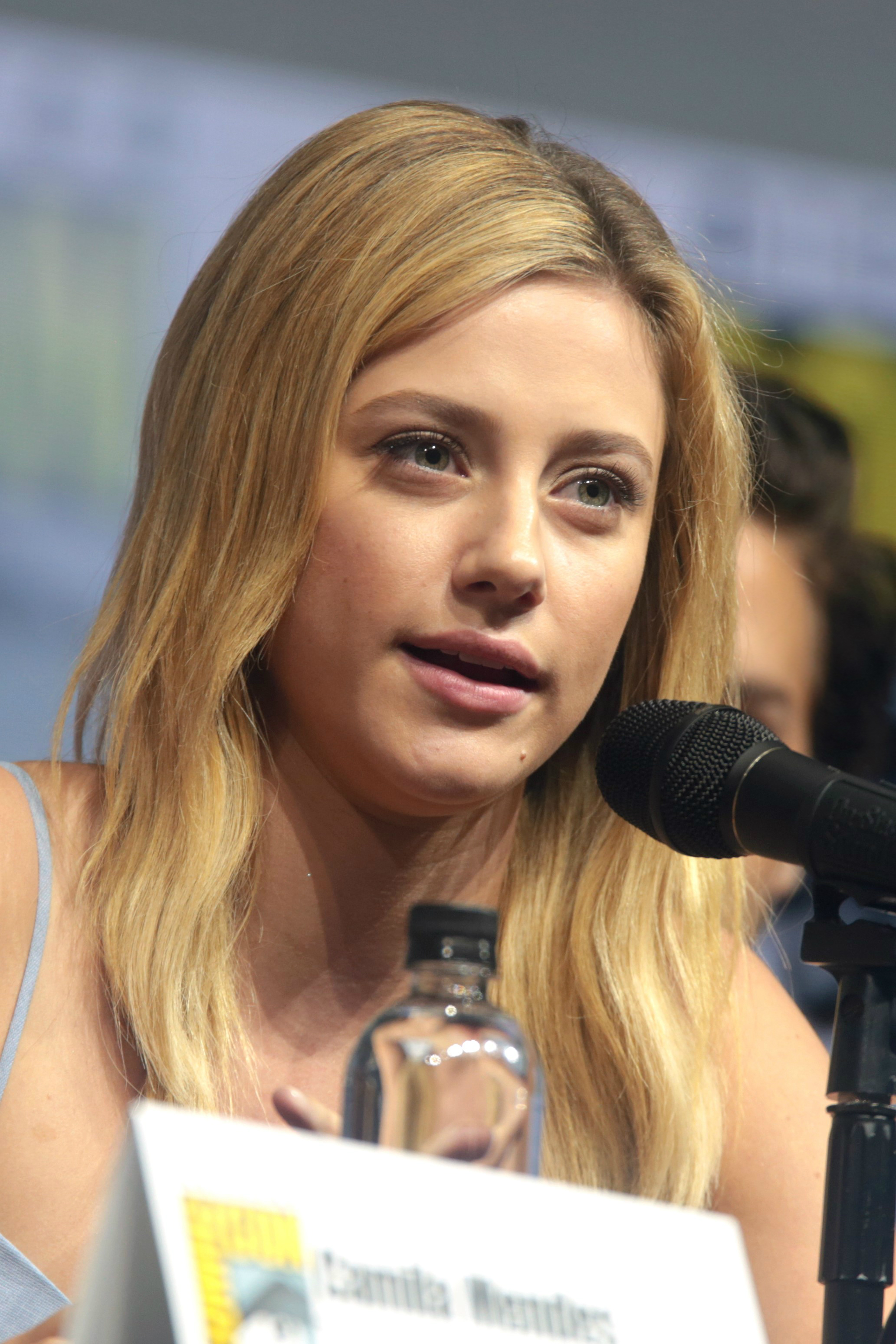
Lili Reinhart (2018)

Lili Pauline Reinhart (ur. 13 września 1996 w Cleveland) – amerykańska aktorka. Wystąpiła jako Betty Cooper w serialu The CW Riverdale.

## Wczesne życie
Lili urodziła się w Cleveland, a wychowała się w pobliskim miasteczku Bay Village. W wieku 10 lat, rozwinęła swoją pasję do śpiewu, aktorstwa oraz tańca i błagała mamę aby mogły pojechać do Nowego Jorku na przesłuchania.
Lili przeprowadziła się do Los Angeles w wieku 18 lat, aby rozwijać aktorstwo i prawie zrezygnowała po 5 miesiącach.

## Kariera
Lili wystąpiła gościnnie w serialu Prawo i porządek: sekcja specjalna i zagrała w filmach takich jak: Dobry sąsiad, Pani Stevens, Forever's End, Gibsonburg, Królowie lata, Not Waving but Drowning i Lilith.
9 lutego 2016, Lili została obsadzona w roli Betty Cooper w serialu Riverdale. Wcześniej pracowała nad serialem Jak nie zwariować z tatą.

## Życie prywatne
Zmagała się z depresją i twierdziła, że Riverdale pomogło jej w wyleczeniu tej choroby. Od czerwca 2018 do marca 2020 była związana z Cole’em Sprouse’em.

## Filmografia

### Film
| Rok  | Tytuł                     | Rola            | Uwagi |
| ---- | ------------------------- | --------------- | ----- |
| 2010 | For Today                 | Rachel          |       |
| 2011 | The Most Girl Part of You | Amy             |       |
| 2011 | Lilith                    | Lilith Wilson   |       |
| 2012 | Not Waving But Drowning   | Amy             |       |
| 2013 | Królowie lata             | Vicki           |       |
| 2013 | The First Hope            | Karen           |       |
| 2013 | Gibsonburg                | Kathy Colaner   |       |
| 2013 | Forever's End             | Lily White      |       |
| 2016 | Pani Stevens              | Margot Jensen   |       |
| 2016 | Dobry sąsiad              | Ashley          |       |
| 2018 | Galveston                 | starsza Tiffany |       |
| 2019 | Ślicznotki                | Annabelle       |       |
| 2020 | Our Chemical Hearts       | Grace Town      |       |
| 2022 | Dwa życia                 | Natalie Bennett |       |

### Seriale
| Rok       | Tytuł                              | Rola                             |
| --------- | ---------------------------------- | -------------------------------- |
| 2011      | Prawo i porządek: sekcja specjalna | Courtney Lane                    |
| 2011      | Scientastic!                       | Leah                             |
| 2014      | Jak nie zwariować z tatą           | Heather Blumeyer                 |
| 2015      | Cocked                             | Marguerite Paxson                |
| 2017–2023 | Riverdale                          | Betty Cooper / młoda Alice Smith |

## Nagrody oraz nominacje
| Rok  | Nagroda             | Kategoria                                                  | Nominowana praca | Wyniki     |
| ---- | ------------------- | ---------------------------------------------------------- | ---------------- | ---------- |
| 2013 | New York VisionFest | Breakthrough Performance Award                             | The First Hope   | Nominowana |
| 2017 | Teen Choice Awards  | Choice Breakout TV Star                                    | Riverdale        | Laureatka  |
| 2017 | Teen Choice Awards  | Choice TV Ship (z Cole'em Sprouse'em)                      | Riverdale        | Laureatka  |
| 2018 | Saturn Awards       | Best Performance by a Younger Actor in a Television Series | Riverdale        | Nominowana |
| 2018 | Teen Choice Awards  | Choice Drama TV Actress                                    | Riverdale        | Laureatka  |
| 2018 | Teen Choice Awards  | Choice TV Ship (z Cole'em Sprouse'em)                      | Riverdale        | Laureatka  |
| 2018 | Teen Choice Awards  | Choice Liplock (z Cole'em Sprouse'em)                      | Riverdale        | Laureatka  |